# Barton Swing Aqueduct
Barton Swing Aqueduct je příhradový otočný akvadukt přemosťující Manchester Ship Canal. Nachází se u Barton-on-Irwell, příměstské oblasti města Salford v hrabství Velký Manchester (Greater Manchester). Je prvním a jediným otočným akvaduktem na světě.
Hlavní část akvaduktu tvoří 71,6 m dlouhé, 5,5 m široké a 2,1 m hluboké koryto, v kterém je 800 tun vody. Toto koryto se nachází na otočném podstavci vybudovaném na umělém ostrově uprostřed kanálu. Nedaleko od mostu se nachází silniční most Barton Road Swing Bridge, který je také otočný. Oba mosty jsou ovládány z třípatrové řídící věže postavené na umělém ostrově.

## Historie mostu
Most byl postaven na místě staršího obloukového akvaduktu, který zde stál v letech 1761–1893. Byl součástí plavebního kanálu Bridgewater Canal, který sloužil na přepravu uhlí z dolů ve Worsley do Manchesteru. Dnes Bridgewater Canal slouží pouze pro menší lodě. Na konci 19. století byl v Manchesteru vybudován vnitrozemský přístav spojený s Irským mořem kanálem Manchester Ship Canal, který byl vybudován v letech 1887–1893. Kvůli jeho výstavbě musel být původní akvadukt zničen a na jeho místě postaven nový. Nový akvadukt byl navržen Edwardem Leaderem Williamsem, který byl hlavním inženýrem samotného kanálu a jeho výstavba probíhala mezi lety 1890–1893.

## Galerie

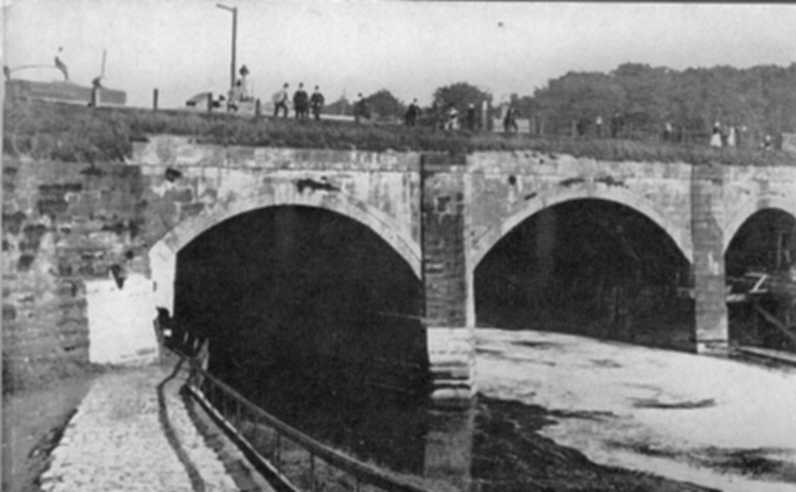
Původní akvadukt, krátce před jeho demolicí v roce 1893
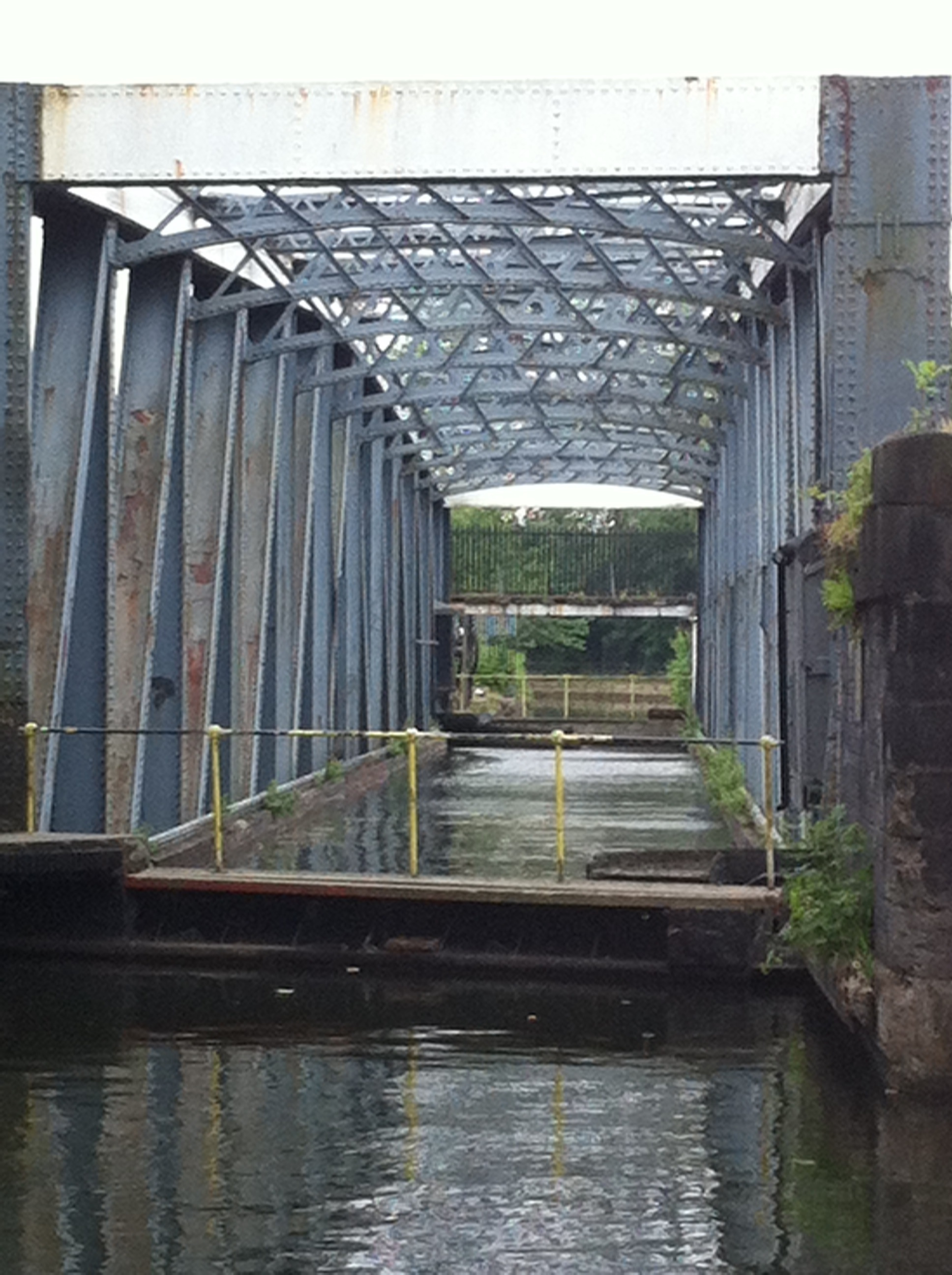
Vnitřek akvaduktu
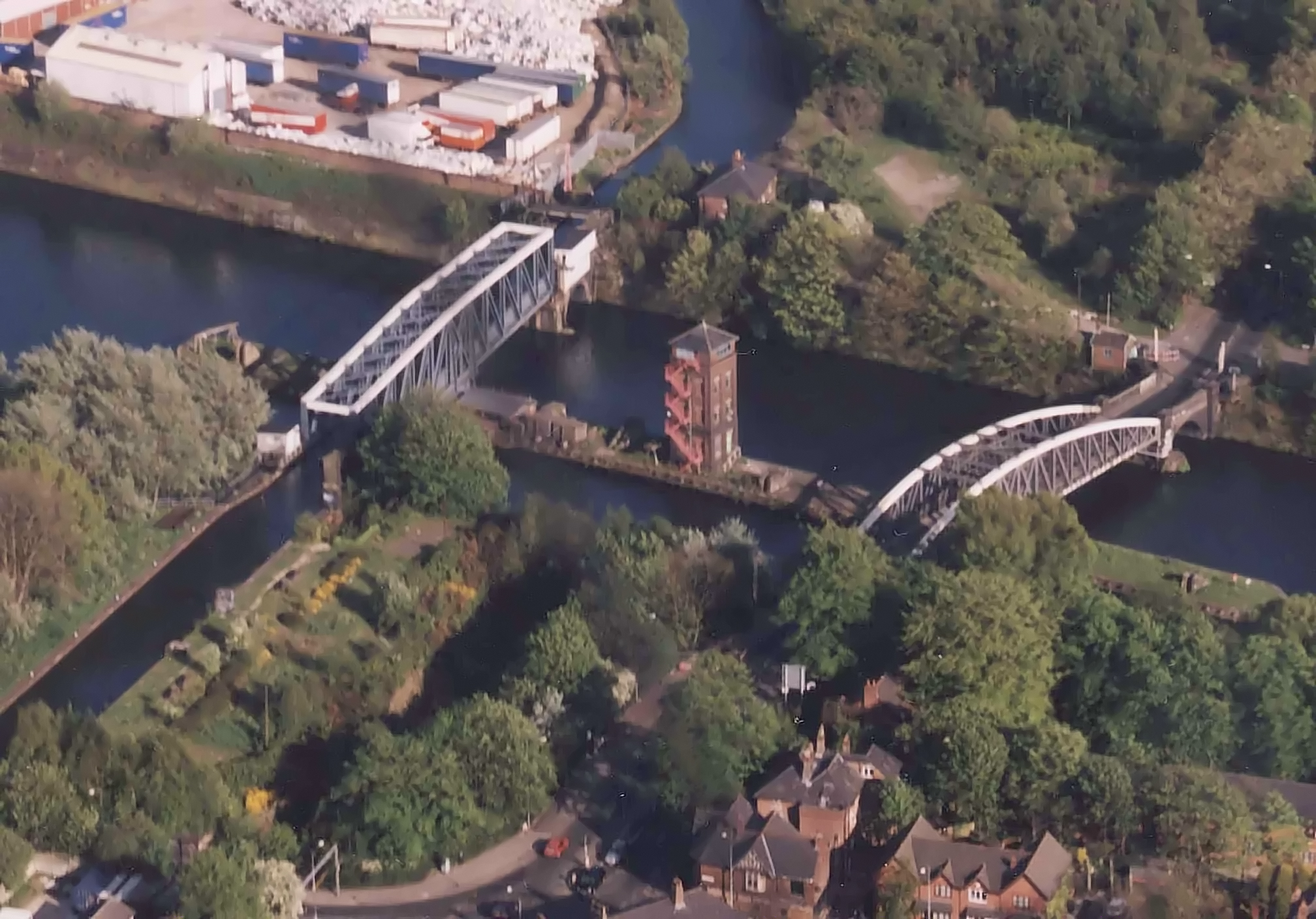
Barton Swing Aqueduct na levé straně. Na pravé straně silniční most Barton Road Swing Bridge